# Magnus VI Prawodawca
Magnus VI Prawodawca (norw. Magnus Håkonsson Lagabøte), ur. 1238, zm. 9 maja 1280 – król Norwegii od 1257 jako koregent swojego ojca, samodzielne rządy przejął w 1263.

## Życiorys
Był synem króla Norwegii Haakona IV Starego (zm. 1263) i Małgorzaty Skulesdotter (zm. 1270), córki jarla Skule Baardssona (przyrodniego brata króla Inge II Baardssona) który później otrzymał tytuł księcia (hertug) Norwegii. Brat Haakona Młodego.
Po śmierci swego starszego syna Haakona Młodego (1257) Haakon IV Stary uznał Magnusa za współwładcę doprowadzając do jego koronacji. Pełnię władzy Magnus przejął już po śmierci ojca w 1263. W tym samym roku nadał nowe prawa Islandii (podporządkowaną Norwegii od 1262). W roku 1266 zrzekł się Hebrydów i wyspy Man na rzecz Szkocji w zamian za potwierdzenie praw do Orkadów i Szetlandów (układ w Perth). W 1269 król zawarł traktat z królem Anglii Henrykiem III, a także zawarł z królem Szwecji Waldemarem I traktat, na podstawie którego po raz pierwszy formalnie wytyczono granicę między Norwegią a Szwecją.
Magnus VI dążył do wzmocnienia władzy królewskiej przeprowadzając reformy kancelarii królewskiej, nadając tytuły arystokratyczne na wzór zachodnioeuropejski, popierał rozwój miast królewskich. Do najważniejszych reform króla należy zreformowanie prawodawstwa krajowego, które likwidowało dotychczasowe instytucje prawne królestwa, np. zlikwidowano zgromadzenia ludowe (thingi), poza tym król stworzył nowy, jednolity dla całego kraju (włącznie z Szetlandami i Wyspami Owczymi) kodeks karny (Magnus Haakonarsons Landsløg, 1274), stworzył nowe prawo dla miast (1276). Król próbował też wprowadzić nowe prawa kościelne, ale sprzeciw duchowieństwa i konflikt z arcybiskupem Trondheim spowodował, że król wycofał się z tej reformy i w 1277 został zawarty kompromisowy układ, który uznawał częściowo odrębną jurysdykcję Kościoła i jego przywileje ekonomiczne (tzw. konkordat z Tunsberg).

## Potomstwo
Żoną Magnusa VI była Ingeborga, księżniczka duńska (zm. 1287), córka króla Danii Eryka IV Plovpenninga. Król Magnus VI miał czterech synów:
- następcę króla Eryka II,
- Haakona V zwanego Długonogim,
- Olafa (zmarły w dzieciństwie),
- Magnusa (zmarły w dzieciństwie).